# Return of the Pride
Return of The Pride è il sesto album in studio del gruppo musicale statunitense White Lion, pubblicato il 14 marzo 2008 dalla Frontiers Records. Si tratta del primo disco interamente di inediti pubblicato dal gruppo dai tempi di Mane Attraction nel 1991, oltre che il primo assoluto registrato con la nuova formazione assemblata dal frontman originario Mike Tramp.
Dopo la pubblicazione della raccolta The Best of White Lion, la band cominciò a essere indicata principalmente come Tramp's White Lion per evitare questioni legali con gli altri membri originari del gruppo. Tuttavia, dopo anni, Mike Tramp è riuscito a ottenere il permesso per poter utilizzare il primo nome e far uscire quest'album sotto il titolo White Lion.
Sin dal titolo, il disco vuole rappresentare una sorta di sequel del famoso album Pride pubblicato dai White Lion nel 1987.

## Tracce
1. Sangre de Cristo – 8:44 (Mike Tramp)
2. Dream – 5:08 (Tramp, Claus Langeskov)
3. Live Your Life – 4:52 (Tramp, Langeskov)
4. Set Me Free – 4:59 (Tramp, Jamie Law)
5. I Will – 4:13 (Tramp, Langeskov)
6. Battle at Little Big Horn – 7:32 (Tramp)
7. Never Let You Go – 4:50 (Tramp)
8. Gonna Do It My Way – 4:24 (Tramp)
9. Finally See the Light – 4:55 (Tramp)
10. Let Me Be Me – 4:00 (Tramp)
11. Take Me Home – 3:50 (Tramp) – traccia bonus dell'edizione europea

Tracce bonus in altre edizioni
- Dream (acustica) – traccia bonus dell'edizione giapponese
- Wait (Live) – traccia bonus dell'edizione statunitense
- When the Children Cry (Live) – traccia bonus dell'edizione statunitense

## Formazione
- Mike Tramp – voce
- Jamie Law – chitarre
- Claus Langeskov – basso
- Troy Patrick Farrell – batteria
- Hennig Wanner – tastiere